# 李必湖
李必湖（1946年2月—），男，土家族，湖南沅陵人，中共党员。中国农学家，水稻专家，曾为袁隆平的助手。

## 生平
1946年2月，李必湖出生在湖南省怀化市沅陵县。1966年，李必湖毕业于湖南省安江农校（现为怀化职业技术学院）。1976年，他毕业于湖南农学院农学系。同年他加入了中共。后来先后任安江农校技术员、怀化地区科协副主席、安江农校副校长、党委书记，以及杂交水稻研究室副研究员、研究员。李必湖还曾担任过中共十一大代表、中共十二大代表。还曾任怀化市人大常委会副主任。